# ایان بریج
ایان بریج (انگلیسی: Ian Bridge؛ زادهٔ ۱۸ سپتامبر ۱۹۵۹) بازیکن سابق و مربی فوتبال اهل کانادا است.
از باشگاه‌هایی که در آن بازی کرده‌است می‌توان به باشگاه فوتبال لشو دو فوند و باشگاه فوتبال ونکوور وایتکپس اشاره کرد.
وی همچنین در تیم‌های ملی فوتبال جوانان کانادا و کانادا بازی کرده‌است.